# 森塔拉帕蒂
森塔拉帕蒂（Sentharapatti），是印度泰米尔纳德邦Salem县的一个城镇。总人口13891人（2001年）。

## 人口
该地2001年总人口13891人，其中男性6890人，女性7001人；6岁或以下人口1508人，其中男805人，女703人；识字率56.67%，其中男性为65.15%，女性为48.32%。